# Blechnum norfolkianum
Blechnum norfolkianum är en kambräkenväxtart som först beskrevs av Hew., och fick sitt nu gällande namn av Joseph Maiden. Blechnum norfolkianum ingår i släktet Blechnum och familjen Blechnaceae. Inga underarter finns listade.